# Endla Vellend
Endla Vellend (desde 1975 Lipre; nascida a 30 de dezembro de 1945, em Tallinn) é um arqueiro estoniano.
Em 1968 ela formou-se no Departamento de Química do Instituto Politécnico de Tallinn.
De 1972 a 1974 ela foi membro da equipa da União Soviética.
Entre 1965 a 1973 ela sagrou-se onze vezes campeã da Estónia em diferentes disciplinas de tiro com arco.
Em 1974 ela foi nomeada Atleta do Ano da Estónia.